# 切爾沃尼亞爾 (科諾托普區)
51°13′57″N 33°24′7″E / 51.23250°N 33.40194°E
紅亞爾（烏克蘭語：Червоний Яр）是位於烏克蘭東北部的村莊，由蘇梅州科諾托普區的杜博夫亞濟夫卡市鎮負責管轄。該村處於葉尼卡河右岸，分別距離索溫卡1公里和別列日涅7公里，海拔高度142米，2001年人口117。